# Scinax wandae
Scinax wandae és una espècie de granota que es troba a Colòmbia i Veneçuela.